# Marco (álgebra lineal)
En álgebra lineal, un marco de un espacio prehilbertiano es una generalización de una base de un espacio de vectorial a conjuntos que pueden ser linealmente dependientes. En la terminología de procesamiento de señales, un marco proporciona una manera redundante y estable de representar una señal. Los marcos se utilizan en problemas de detección y corrección de errores y en el diseño y análisis de bancos de filtros y más generalmente en matemática aplicada, informática, e ingeniería.

### Motivación
Supóngase que tenemos un conjunto de vectores  {\displaystyle \{\mathbf {e} _{k}\}} en el espacio vectorial {\displaystyle V} y queremos expresar un elemento arbitrario {\displaystyle \mathbf {v} \in V} como una combinación lineal de los vectores {\displaystyle \{\mathbf {e} _{k}\}}, en otras palabras, queremos encontrar coeficientes {\displaystyle c_{k}} tal que
{\displaystyle \mathbf {v} =\sum _{k}c_{k}\mathbf {e} _{k}}
Si el conjunto {\displaystyle \{\mathbf {e} _{k}\}} no es un sistema generador de {\displaystyle V}, entonces tales coeficientes no existen para todo {\displaystyle \mathbf {v} \in V}.  Si {\displaystyle \{\mathbf {e} _{k}\}} es un conjunto generador de {\displaystyle V} y también es linealmente independiente, este conjunto forma una base de {\displaystyle V}, y los coeficientes son únicamente determinados por {\displaystyle \mathbf {v} }. Por otra parte, si {\displaystyle \{\mathbf {e} _{k}\}} es un conjunto generador de {\displaystyle V} pero no es linealmente independiente, determinar los coeficientes {\displaystyle c_{k}} se torna menos evidente, en especial si {\displaystyle V} es un espacio de dimensión infinita.
Si {\displaystyle \{\mathbf {e} _{k}\}} es un conjunto generador de {\displaystyle V} y es linealmente dependiente, una posible estrategia es eliminar vectores del conjunto generador hasta que el conjunto se vuelva linealmente independiente y forme una base de {\displaystyle V}.  Sin embargo, existen algunos problemas con este método:
1. Quitar vectores del conjunto generador pueden causar que el conjunto sea incapaz de generar {\displaystyle V} antes de tornarse linealmente independiente.
2. Incluso si es posible de hallar una manera concreta de eliminar vectores del conjunto hasta convertirse en una base, esta estrategia puede ser difícil de implementar práctica si el conjunto es lo suficientemente grande o infinito.
3. En algunas aplicaciones, puede ser ventajoso utilizar más vectores de los necesarios (redundancia) para representar {\displaystyle \mathbf {v} }.  Esto significa que queremos encontrar los coeficientes {\displaystyle c_{k}} sin remover elementos en {\displaystyle \{\mathbf {e} _{k}\}}. Los coeficientes {\displaystyle c_{k}} ya no serán  determinados únicamente por {\displaystyle \mathbf {v} }. Por lo tanto, el vector {\displaystyle \mathbf {v} } puede ser representado como una combinación lineal de {\displaystyle \{\mathbf {e} _{k}\}} en más de una forma.

### Definición formal
Sea {\displaystyle V} un espacio prehilbertiano y sea {\displaystyle \{\mathbf {e} _{k}\}_{k\in \mathbb {N} }} un conjunto de vectores en {\displaystyle V}. Estos vectores satisfacen la condición de marco si existen números reales positivos A y B tal que {\displaystyle 0<A\leq B<\infty } y para cada {\displaystyle \mathbf {v} } en {\displaystyle V},
{\displaystyle A\left\|\mathbf {v} \right\|^{2}\leq \sum _{k\in \mathbb {N} }\left|\langle \mathbf {v} ,\mathbf {e} _{k}\rangle \right|^{2}\leq B\left\|\mathbf {v} \right\|^{2}.}
Un conjunto de vectores que satisface la condición de marco es un marco para el espacio vectorial.

### Operador de análisis
El operador a una secuencia de coeficientes  se apellida el operador de análisis del marco.  Está definido por:{\displaystyle \mathbf {v} \in V}{\displaystyle c_{k}}
{\displaystyle \mathbf {T} :V\mapsto \ell ^{2},\quad \mathbf {v} \mapsto \{c_{k}\}_{k\in \mathbb {N} },\quad c_{k}=\langle \mathbf {v} ,\mathbf {e_{k}} \rangle }
Utilizando esta definición podemos reescribir la condición de marco como
{\displaystyle A\left\|\mathbf {v} \right\|^{2}\leq \left\|\mathbf {T} \mathbf {v} \right\|^{2}\leq B\left\|\mathbf {v} \right\|^{2}}
Donde las normas vectoriales de la izquierda y derecha denotan la norma vectorial en {\displaystyle V}y la norma  vectorial en el medio es la norma vectorial en {\displaystyle \ell ^{2}}.

### Operador de síntesis
El operador adjunto {\displaystyle \mathbf {T} ^{*}} del operador de análisis se llama operador de síntesis del marco.
{\displaystyle \mathbf {T} ^{*}:\ell ^{2}\mapsto V,\quad \{c_{k}\}_{k\in \mathbb {N} }\mapsto \mathbf {v} ,\quad \mathbf {v} =\sum _{k}c_{k}\mathbf {e} _{k}}

## Aplicaciones
En procesamiento de señales, cada vector es interpretado como una señal. En esta interpretación, un vector expresado como la combinación lineal de los vectores de marco es una señal redundante. Utilizando un marco, es posible crear una representación más sencilla y escasa de una señal comparada con una familia de señales elementales (representar una señal estrictamente con un conjunto de vectores linealmente independientes puede no siempre ser la forma más compacta). Marcos, por lo tanto, proporcionan robustez. Ya que proporcionan una manera de producir el mismo vector dentro de un espacio, las señales pueden ser codificadas en varias maneras. Esto mejora la tolerancia de fallos y resistencia contra a una pérdida de señal.  Finalmente, la redundancia puede mitigar ruido, el cual es pertinente a la restauración, mejora, y reconstrucción de señales.
En procesamiento de señales, es común suponer que el espacio vectorial es un espacio de Hilbert .